# USS Hull (DD-330)
USS Hull (DD-330) là một tàu khu trục lớp Clemson được Hải quân Hoa Kỳ chế tạo vào cuối Chiến tranh Thế giới thứ nhất. Nó là chiếc tàu chiến thứ hai của Hải quân Hoa Kỳ được đặt tên theo Thiếu tướng Hải quân Isaac Hull (1773-1843), người tham gia cuộc Chiến tranh 1812. Hull ngừng hoạt động năm 1930 và bị tháo dỡ năm 1931 nhằm tuân thủ quy định hạn chế vũ trang của Hiệp ước Hải quân London.

## Thiết kế và chế tạo
Hull được đặt lườn vào ngày 13 tháng 9 năm 1920 tại xưởng tàu Union Iron Works của hãng Bethlehem Shipbuilding Corporation ở San Francisco, California. Nó được hạ thủy vào ngày 18 tháng 2 năm 1921, được đỡ đầu bởi cô Elizabeth Hull; và được đưa ra hoạt động vào ngày 26 tháng 4 năm 1921 dưới quyền chỉ huy của Hạm trưởng, Đại úy Hải quân T. J. Doyle.

## Lịch sử hoạt động
Sau khi hoàn tất chạy thử máy dọc theo bờ biển California, Hull tham gia các hoạt động thực tập và huấn luyện ngoài khơi San Diego, California trong thời gian còn lại của năm. Trong năm 1922, nó tham gia nhiệm vụ khảo sát địa hình dưới nước và vẽ bản đồ dọc bờ biển Nam California. Sau khi hoàn tất cuộc cơ động mùa Đông ngoài khơi Panama và thực tập huấn luyện ngoài khơi San Diego, nó khởi hành vào ngày 28 tháng 6 năm 1923 trong thành phần hộ tống cho chuyến viếng thăm của Tổng thống Warren G. Harding đến Alaska. Chính trong chuyến đi này mà Harding mắc bệnh, và từ trần tại San Francisco vào ngày 2 tháng 8. Chiếc tàu khu trục quay trở về San Diego vào ngày 8 tháng 9, và tiếp nối các hoạt động thực hành tại khu vực này.
Hull khởi hành vào ngày 2 tháng 1 năm 1924 để hoạt động tại vùng biển Caribe, bao gồm một chuyến viếng thăm Veracruz, Mexico nhằm bảo vệ tính mạng và tài sản của công dân Hoa Kỳ tại đây. Đến tháng 4, nó đi đến Seattle, Washington, và hoạt động giữa thành phố này và Seward, Alaska, khảo sát địa hình dưới nước cho việc lắp đặt đường cáp liên lạc mới đến Alaska. Khi quay về vào đầu tháng 5, nó tiếp nối các hoạt động thực hành dọc bờ Tây. Nó tiếp tục hoạt động từ San Diego xen kẻ với những chuyến đi đến Panama cho đến năm 1927. Sau đó nó lên đường cùng Hạm đội Chiến trận vào ngày 17 tháng 11 cho các cuộc cơ động chiến thuật tại vùng biển Caribe. Chiếc tàu khu trục viếng thăm New York trước khi quay trở về San Diego vào ngày 26 tháng 6 tiếp nối các hoạt động huấn luyện.
Hull đi đến Xưởng hải quân Mare Island để đại tu vào ngày 11 tháng 6 năm 1929, và quay trở về San Diego vào tháng 10, nơi nó được cho xuất biên chế vào ngày 31 tháng 3 năm 1930. Nó bị bán để tháo dỡ vào ngày 10 tháng 6 năm 1931 nhằm tuân thủ những điều khoản hạn chế vũ trang của Hiệp ước Hải quân London.
Chiếc chuông của con tàu được trao tặng cho Đại học Marquette ở Milwaukee, Wisconsin.